# Ляэнеранна
Ля́энеранна (эст. Lääneranna vald) — волость в Эстонии в составе уезда Пярнумаа.

## География
Расположена в западной части Эстонии, имеет выход к Балтийскому морю. Площадь — 1 362,72 км².

## История
Волость Ляэнеранна образована в результате административно-территориальной реформы путём объединения двух входивших в состав уезда Ляэнемаа волостей Лихула и Ханила с двумя волостями уезда Пярнумаа — Варбла и Коонга.
Волостной старейшина — Микк Пиккметс.
Административный центр волости — город Лихула.

## Населённые пункты
В состав волости входят 1 город, 1 посёлок и 150 деревень.

Город: Лихула.

Посёлок: Виртсу.

Деревни: Aлакюла, Аллика, Арукюла, Вагивере, Вайсте, Валусте, Ляэнеранна, Варбла, Вастаба, Ватла, Велтса, Воозе, Выхма, Выйгасте, Выйтра, Вырунги,  Ирта, Иска, Йоонузе, Яниствере, Яризе, Ярве, Йыеяэре, Кадака, Калли, Канамарди, Каринымме, Каруба, Карузе, Касекюла, Каусе, Кеэму, Келу, Кибура, Кидизе, Кийзамаа, Килги, Кинкси, Кирбла, Кирикукюла, Киска, Клоостри, Коэри, Кокута, Коонга, Корью, Куху, Куке, Кулли, Кунила, Курезе, Кяру, Кыэра, Кыйма, Кымси, Лаулепа, Лаутна, Линнузе, Луйстемяэ, Лыо, Лыпе, Мааде, Майксе, Массу, Матсалу, Матси, Меэлва, Мереяэрсе, Метскюла, Михкли, Муристе, Мяэнзе, Мяликюла, Мыйзакюла, Мыйзимаа, Мытсу, Найссоо, Недрема, Нехату, Нурме, Нурмси, Нятси, Нымме, Ойдрема, Паадрема, Паатсалу, Пагази, Паймвере, Паюмаа, Палату, Парасмаа, Паривере, Пеансе, Пеантсе, Пенийыэ, Петаалузе, Пиха, Пийзу, Пикавере, Пивароотси, Поанзе, Рабавере, Раэспа, Рахесте, Раме, Раннакюла, Ранну, Раукси, Ридазе, Рооглайу, Роотси, Роотси-Арукюла, Румба, Ряди, Сааре, Саастна, Салавере, Салевере, Саулепи, Сейра, Сели, Селья, Соокалда, Соокатсе, Соовялья, Тамба, Тамме, Тарва, Тийлима, Туху, Тууди, Тяпси, Тыйтсе, Тыуси, Улласте, Улусте, Ура, Урита, Хаапси, Ханила, Хельмкюла, Хялвати, Хыбеда, Хыбесалу,  Ыепа, Ыху, Эмму, Эсивере, Яэйла, Яэнниксе.

## Статистика
Данные Департамента статистики о волости Ляэнеранна:

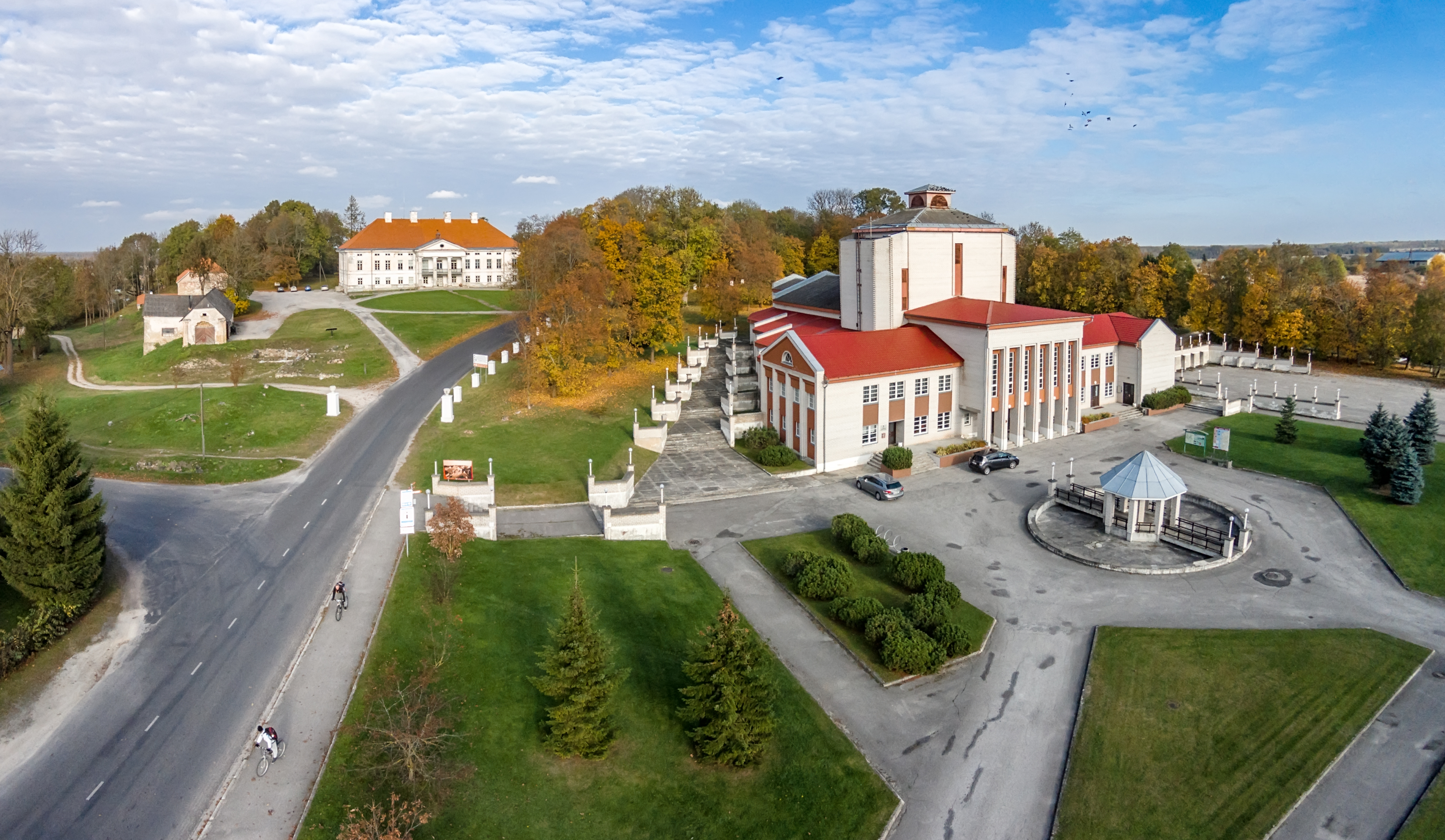
Город Лихула

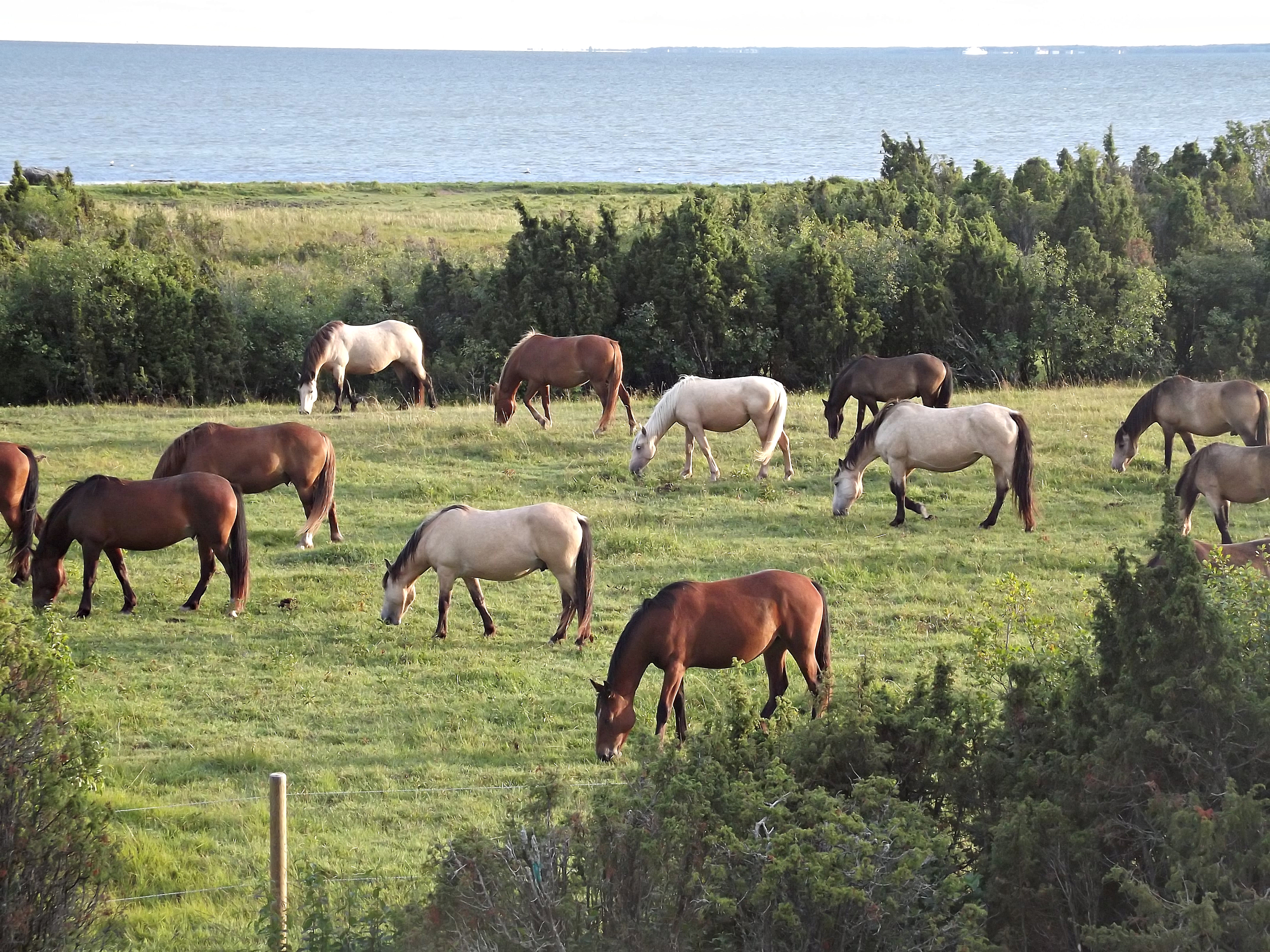
Ранчо на хуторе Юри в деревне Мыйзакюла

Число жителей по состоянию на 1 января каждого года:
| Год     | 2015 | 2016   | 2017   | 2018   | 2019   | 2020   | 2021   | 2022   |
| ------- | ---- | ------ | ------ | ------ | ------ | ------ | ------ | ------ |
| Человек | 5680 | ↘ 5569 | ↘ 5468 | ↘ 5382 | ↘ 5343 | ↘ 5242 | ↘ 5190 | ↘ 5074 |

Число рождений:
| Год           | 2015 | 2016 | 2017 | 2018 | 2019 | 2020 |
| ------------- | ---- | ---- | ---- | ---- | ---- | ---- |
| Живорожденных | 47   | ↘ 42 | ↘ 33 | ↗ 46 | ↘ 32 | ↗ 36 |

Зарегистрированные безработные:
| Год     | 2015 | 2016  | 2017  | 2018  | 2019  | 2021 (август) |
| ------- | ---- | ----- | ----- | ----- | ----- | ------------- |
| Человек | 152  | ↘ 143 | ↗ 148 | ↗ 164 | ↘ 156 | ↗ 191         |

Средняя брутто-зарплата работника:
| Год  | 2015   | 2016     | 2017    | 2018       | 2019       | 2020       |
| ---- | ------ | -------- | ------- | ---------- | ---------- | ---------- |
| Евро | 868,34 | ↗ 926,36 | ↗ 974,2 | ↗ 1 042,24 | ↗ 1 102,33 | ↗ 1 151,40 |

В 2019 году волость Ляэнеранна занимала 66 место по величине средней брутто-зарплаты среди 79 муниципалитетов Эстонии.
Число учеников в школах:
| Год     | 2015 | 2016  | 2017  | 2018  | 2019  |
| ------- | ---- | ----- | ----- | ----- | ----- |
| Человек | 436  | ↗ 446 | ↗ 453 | ↘ 451 | ↘ 433 |

## Достопримечательности
- Мыза Иллусте;
- лютеранская церковь Лихула;
- церковь Святого Николая в Кирбла;
- маяк Сымери;
- Лаэлатуский лесолуг.

## Галерея

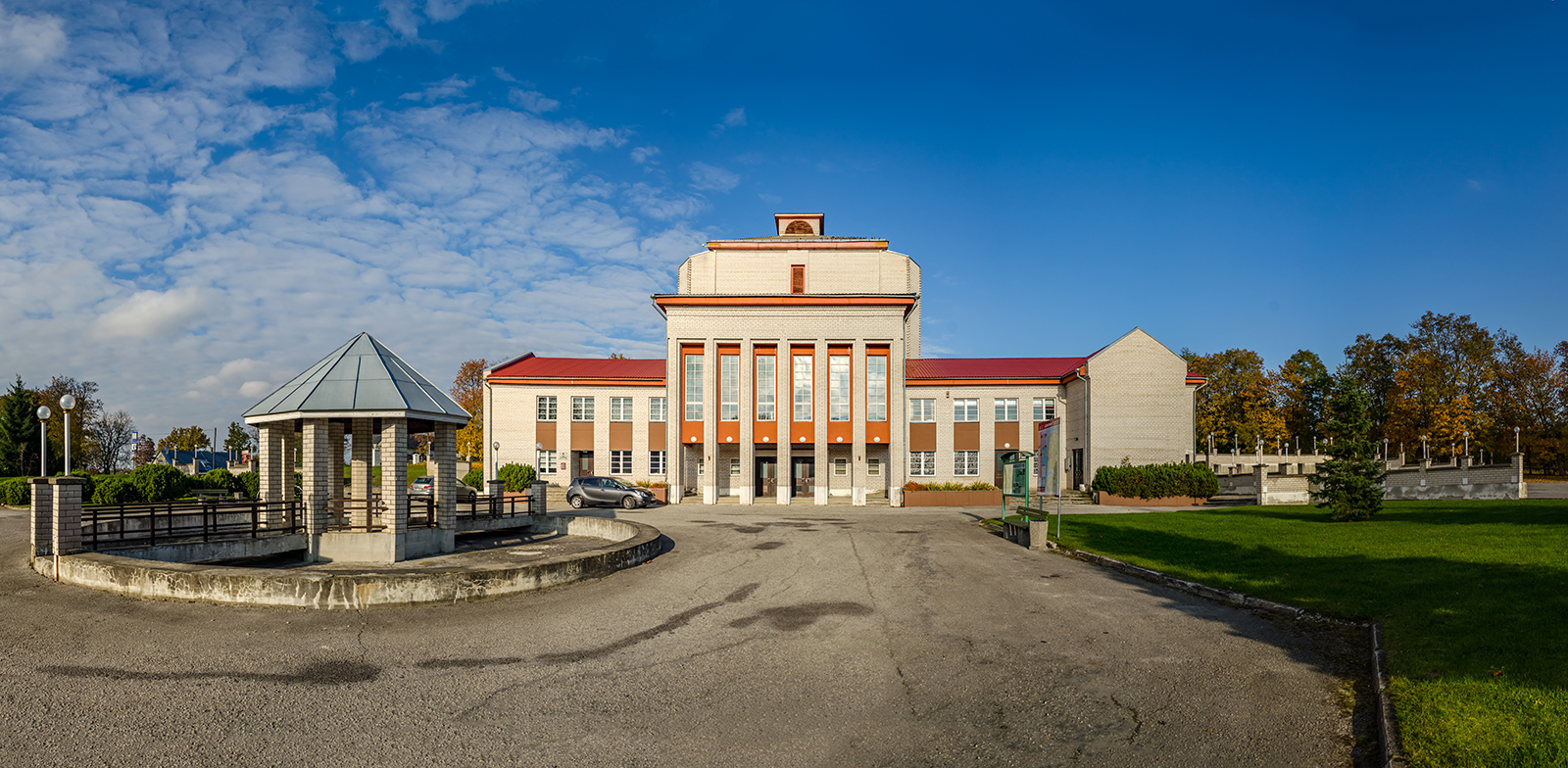
Дом культуры в Лихула
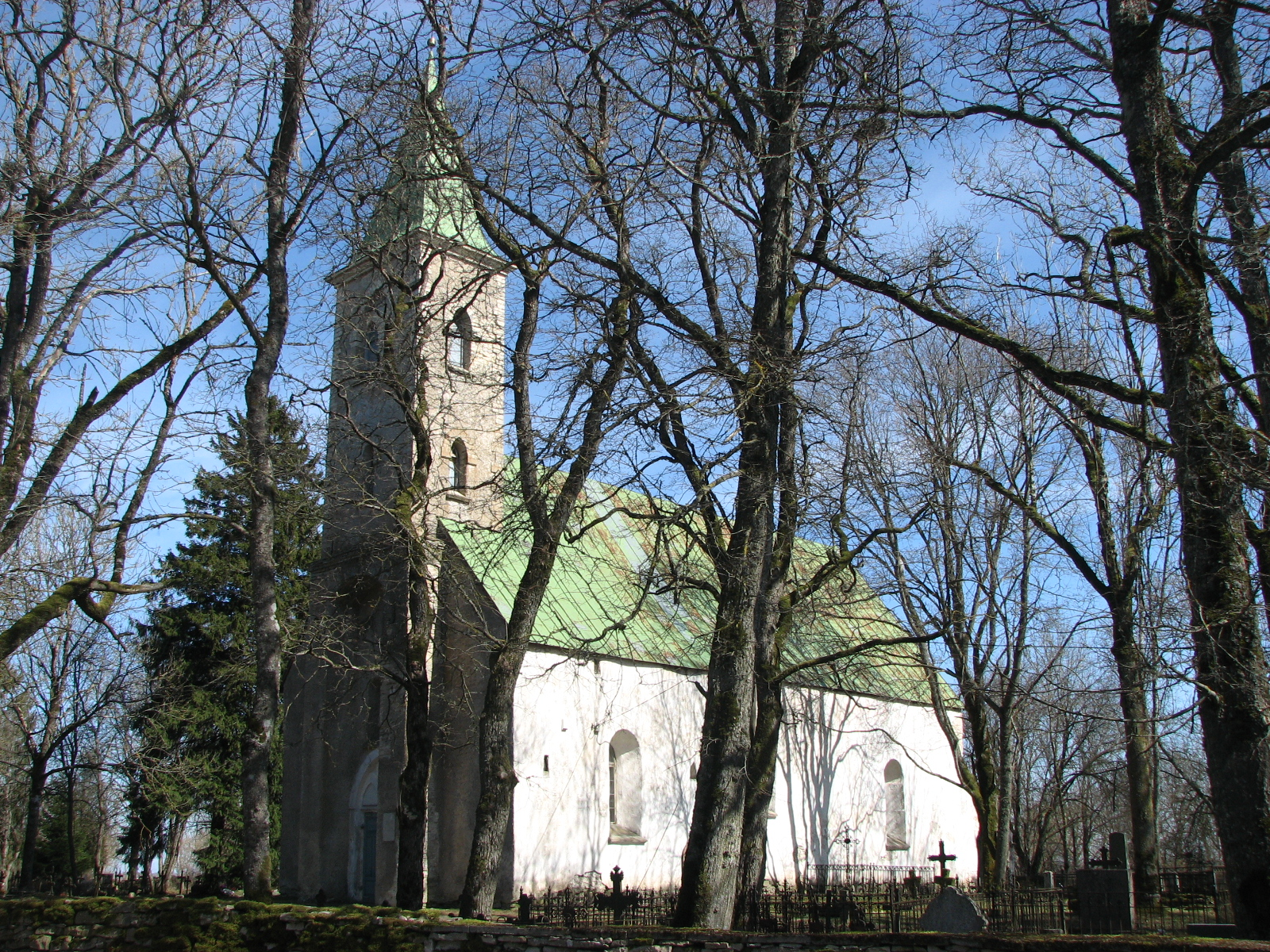
Церковь Святого Николая в Кирбла
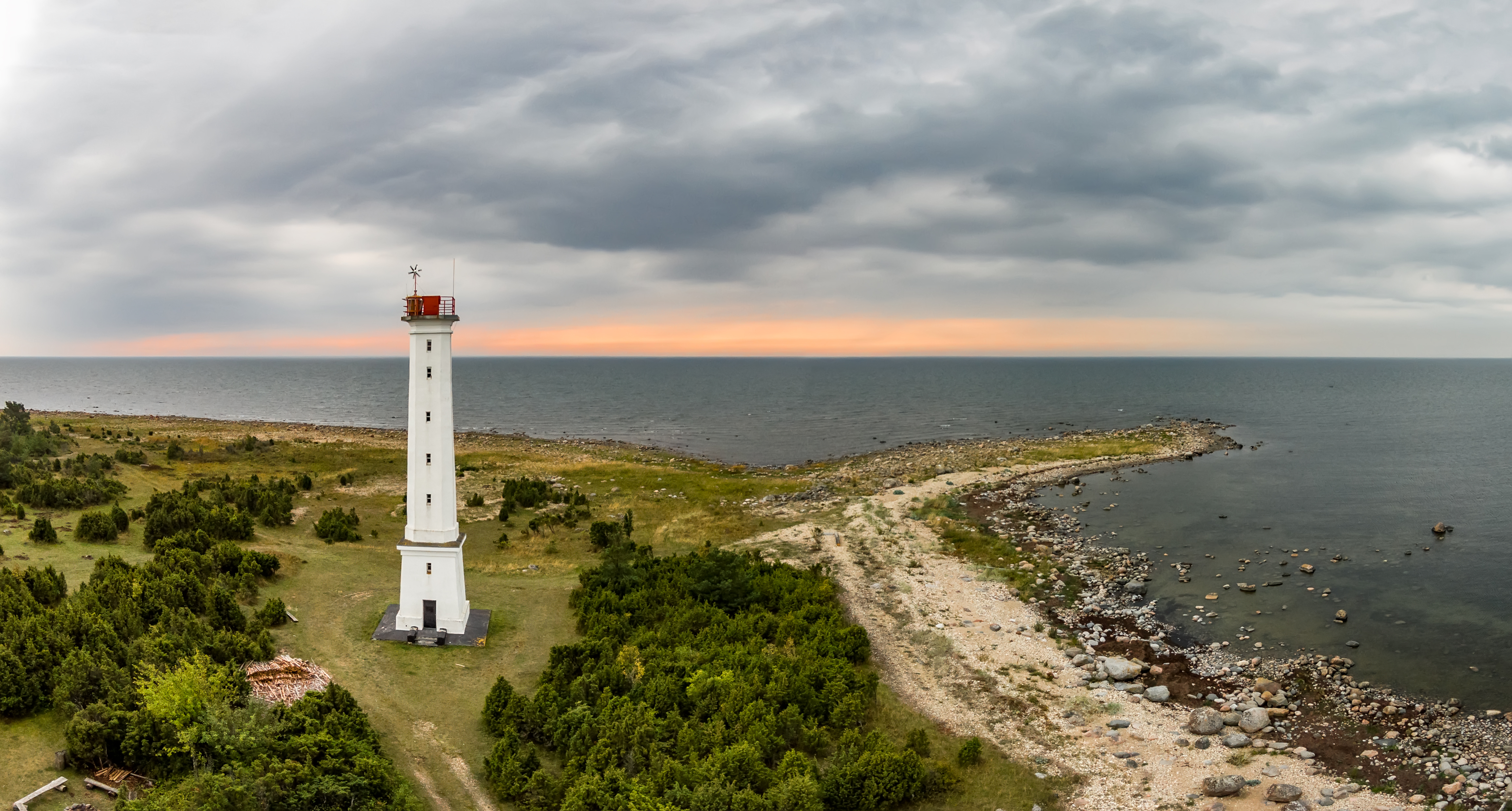
Маяк Сымери
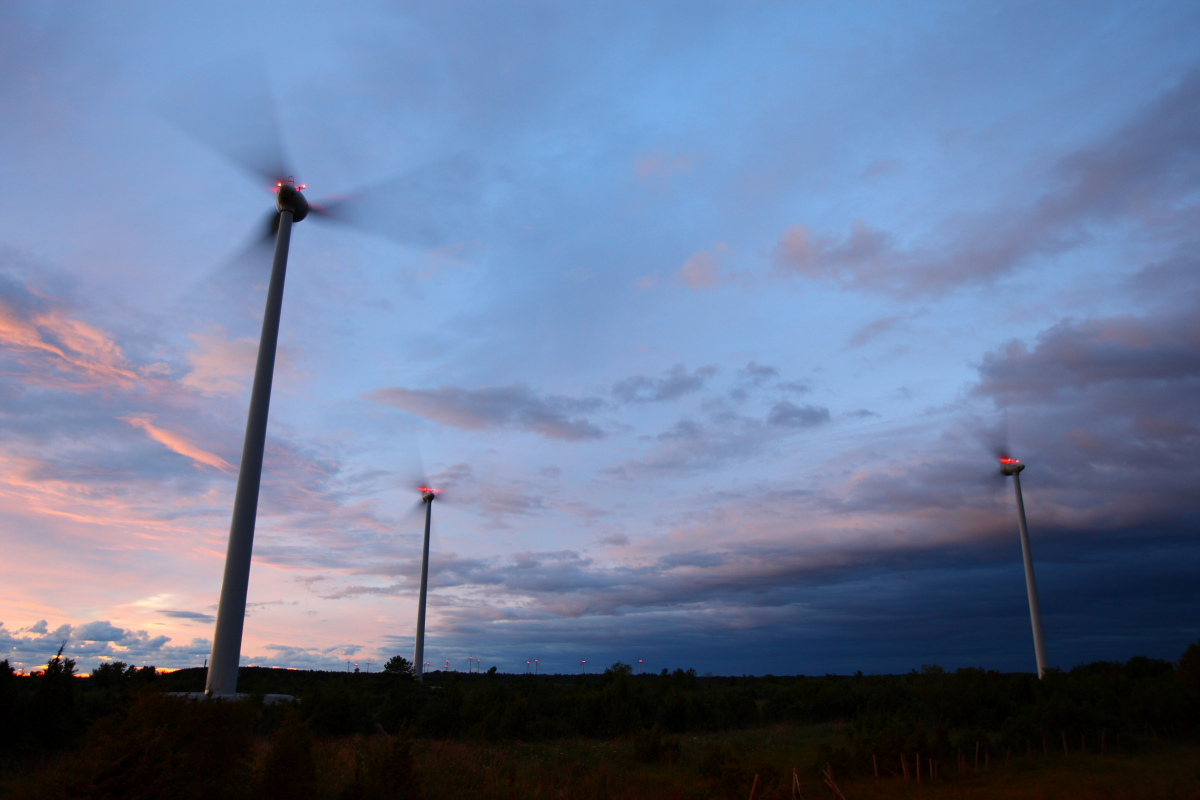
Ветрогенераторы у Виртсу